# 胡安·阿托拉
胡安·阿托拉（西班牙語：Juan Artola，1895年11月29日—1937年），西班牙男子足球运动员，司职中场。他曾代表西班牙国家队参加1920年夏季奥林匹克运动会足球比赛，获得一枚银牌。